# L'Amour de la femme vénale
L’Amour de la femme vénale (El Amor de la mujer venal) es el título francés, traducido del búlgaro Любовта на продажната жена, de un breve ensayo del escritor francés Octave Mirbeau, sobre la prostitución, publicado en Bulgaria en la ciudad de Plovdiv, en 1922. El texto original en francés no ha sido encontrado. Traducido por Alexandre Levy, este ensayo fue publicado en 1994 por las Ediciones « Indigo - Côté Femmes », con dos prefacios: uno de Pierre Michel, y el otro del historiador Alain Corbin.

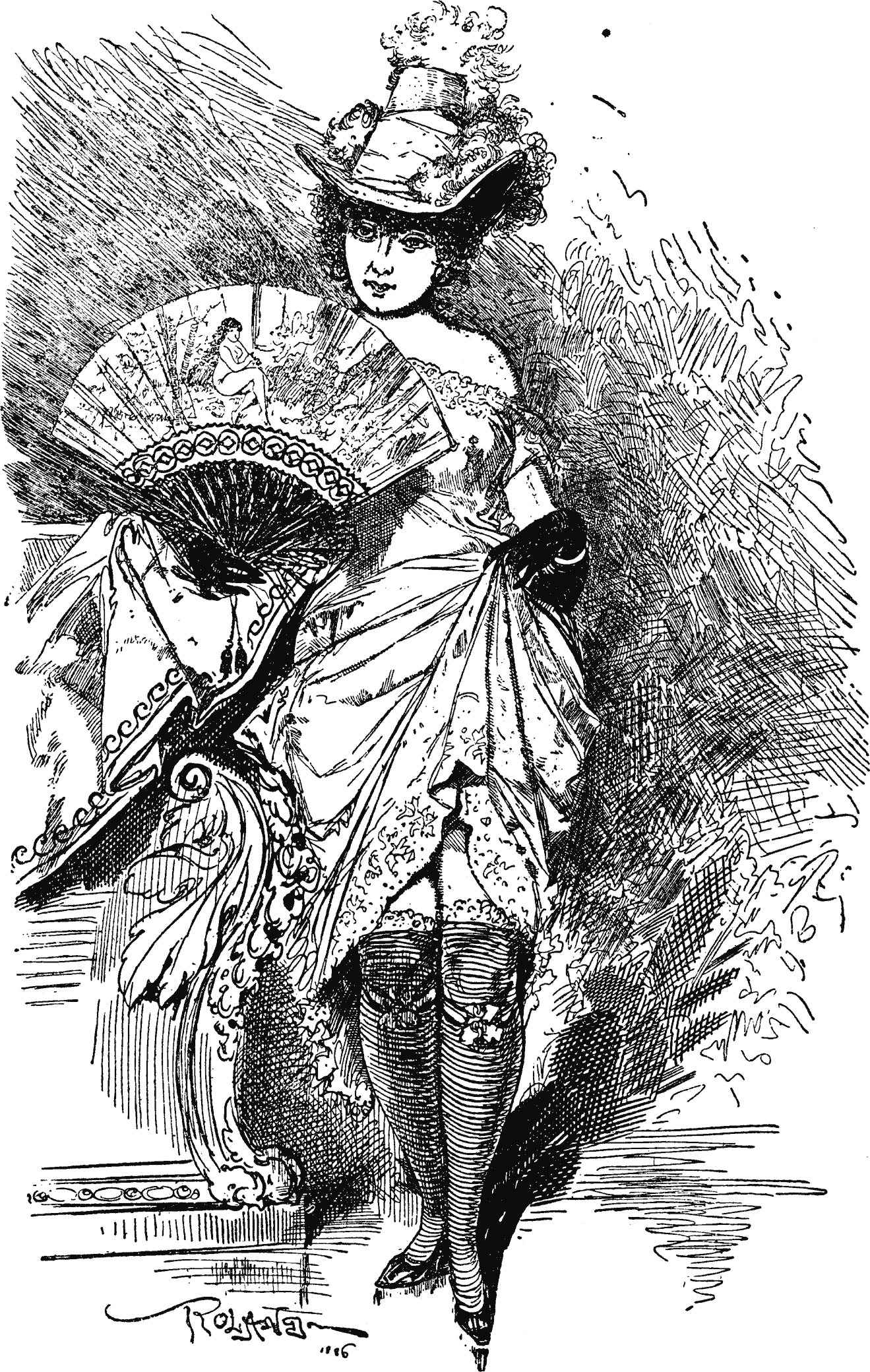

## Rehabilitación de las prostitutas
Probablemente escrito hacia 1912, el pequeño volumen se divide en seis capítulos: "Origen de la prostituta", "El cuerpo de la prostituta", "La visita", "El odio y el coraje de la prostituta", "El amor de la prostituta" y "Su porvenir". Mirbeau se propone rehabilitar en él a las prostitutas que, lejos de ser mujeres perversas y viciosas por naturaleza, como lo mantenía Cesare Lombroso, son doblemente víctimas: por un lado, de las condiciones económicas y sociales impuestas a las mujeres de las clases más pobres, y, por otro, de la hipocresía de la clase dominante, que desprecia, rechaza y condena, en nombre de una pretendida "moral", a mujeres de las que por otra parte tiene absoluta necesidad, a causa de la frustración sexual que resulta del matrimonio monógamo.
Para el novelista francés, hay una verdadera guerra entre los sexos, y las prostitutas, explotadas y humilladas, constituyen la vanguardia de este combate, ya que no pueden ser engañadas ni por los discursos ni por las apariencias favorecedoras de los hombres, de quienes descubren la repulsiva desnudez, como la criada Célestine de Diario de una camarera. Estas mujeres son pues potencialmente anarquistas radicales y su relación sexual con los clientes se convierte a menudo en una especie de duelo. Pero es la prostituta quién sale vencedora de él, ya que sabe despertar el deseo del hombre, y está dispuesta a soportar cualquier cosa.
En la continuidad de Fyodor Dostoevsky, Mirbeau expresa también su compasión dolorosa y su admiración por la valentía de sus hermanas de miseria, que viven y mueren en condiciones espantosas. Era su deseo que las prostitutas pudieran beneficiarse de los mismos derechos y del mismo reconocimiento social que los demás trabajadores, y sueña, sin creer en ello, con una época lejana en la que los servicios prestados por las prostitutas fueran por fin reconocidos adecuadamente. Pero en ese considera que su trabajo no tendría nada que ver con la "prostitución".